# 1936 en football canadien
Chronologie
Saison précédente Saison suivante
1936 est la 53e saison depuis la fondation de la Canadian Rugby Football Union en 1884.

## Événements
Les trois principales équipes de l'Ouest canadien forment une nouvelle ligue, la Western Interprovincial Football Union. Un conflit existe cependant entre les clubs de l'Ouest, qui utilisent des joueurs américains, et  la Canadian Rugby Union, qui veut les interdire. Ce conflit mène à l'exclusion des clubs de l'Ouest de la finale de la coupe Grey.
Les Montreal AAA Winged Wheelers disparaissent et sont remplacés par les Indians de Montréal. C'est le début d'une série de clubs éphémères à Montréal qui durera 10 ans jusqu'à la fondation des Alouettes.
L'équipe de Winnipeg, jusque-là appelée les Winnipegs ou Pegs, prend le nom de Blue Bombers.

## Classements
| Clt   | Équipe                | PJ | V | D | N | BP | BC | Pts |
| ----- | --------------------- | -- | - | - | - | -- | -- | --- |
| +001, | Argonauts de Toronto  | 6  | 4 | 2 | 0 | 74 | 37 | 8   |
| +002, | Rough Riders d'Ottawa | 6  | 3 | 3 | 0 | 49 | 63 | 6   |
| +003, | Tigers de Hamilton    | 6  | 3 | 3 | 0 | 62 | 71 | 6   |
| +004, | Indians de Montréal   | 6  | 2 | 4 | 0 | 45 | 59 | 4   |

| Clt   | Équipe                   | PJ | V | D | N | BP  | BC | Pts |
| ----- | ------------------------ | -- | - | - | - | --- | -- | --- |
| +001, | Blue Bombers de Winnipeg | 8  | 5 | 2 | 1 | 104 | 37 | 11  |
| +002, | Roughriders de Regina    | 6  | 3 | 2 | 1 | 52  | 42 | 9   |
| +003, | Bronks de Calgary        | 6  | 1 | 5 | 0 | 17  | 94 | 4   |

### Ligues provinciales
| Clt   | Équipe                 | PJ | V | D | N | BP  | BC  | Pts |
| ----- | ---------------------- | -- | - | - | - | --- | --- | --- |
| +001, | Balmy Beach de Toronto | 4  | 3 | 1 | 0 | 62  | 25  | 8   |
| +002, | Imperials de Sarnia    | 4  | 3 | 1 | 0 | 102 | 27  | 4   |
| +002, | Tiger Cubs de Hamilton | 4  | 0 | 4 | 0 | 5   | 117 | 0   |

## Séries éliminatoires

### Quarts de finale de l'Est
- 14 novembre : Tigers de Hamilton 2 - Rough Riders d'Ottawa 3

### Demi-finales de l'Est
- 21 novembre : Rough Riders d'Ottawa 5 - Argonauts de Toronto 1
- 28 novembre : Argonauts de Toronto 5 - Rough Riders d'Ottawa 17

Les Rough Riders d'Ottawa gagnent la série 22 à 6
- Date à déterminer : Imperials de Sarnia 11 - Balmy Beach de Toronto 7[4]

### Finale de l'Est
Comme les équipes de l'Ouest ont été exclues de la compétition pour la coupe Grey, il n'y a pas de finale de l'Est, les deux gagnants des demi-finales passent au match de la coupe Grey.

### Demi-finales de l'Ouest
- 24 octobre : Blue Bombers de Winnipeg 7 - Roughriders de Regina 4
- 31 octobre : Roughriders de Regina 20 - Blue Bombers de Winnipeg 5

Winnipeg a reçu un bonus de deux points à cause de ses deux points d'avance sur Regina en saison régulière. Les Roughriders de Regina gagnent la série 24 à 14.
- Les Bronks de Calgary gagnent par défaut contre les Wolves du Vancouver Athletic Club[5].

### Finale de l'Ouest
- 11 novembre : Roughriders de Regina 8 - Bronks de Calgary 1. Regina a reçu un bonus de cinq points à cause de ses cinq points d'avance sur Calgary en saison régulière[4].

### 24eCoupe Grey
- 5 décembre : Les Imperials de Sarnia (ORFU) gagnent 26-20 contre les Rough Riders d'Ottawa au Varsity Stadium à Toronto en Ontario.

## Honneurs individuels
- Trophée Jeff-Russel (courage, habileté, jeu propre et esprit sportif dans l'IRFU) : Arnie Morrison (QA), Rough Riders d'Ottawa